# Three Kings
Three Kings er en amerikansk satirisk krigsfilm fra 1999 instrueret og skrevet af David O. Russell. Filmen har George Clooney, Mark Wahlberg og Ice Cube i hovedrollerne.

## Medvirkende
- George Clooney
- Mark Wahlberg
- Ice Cube
- Spike Jonze
- Cliff Curtis
- Nora Dunn
- Jamie Kennedy
- Saïd Taghmaoui
- Mykelti Williamson
- Holt McCallany
- Judy Greer
- Liz Stauber

## Ekstern henvisninger
- Three Kings på Internet Movie Database (engelsk)
- Three Kings på Filmdatabasen
- Three Kings på Scope
- Three Kings i Svensk Filmdatabas (svensk)
- Three Kings på AlloCiné (fransk)
- Three Kings på MovieMeter (nederlandsk)
- Three Kings på AllMovie (engelsk)
- Three Kings hos American Film Institute (engelsk)
- Three Kings' profil hos Encyclopædia Britannica Online (engelsk)
- Three Kings på Turner Classic Movies (engelsk)